# Barringer Trophy
 (novembre 2022).
Certains termes anglais peu courants en français devraient être remplacés par des termes français équivalents mieux connus.
 (novembre 2022).
Le Lewin B. Barringer Memorial Trophy a été en 1948 créé par la volonté de Lewin Barringer. Les règles d'origine spécifiaient que le trophée serait décerné pour le vol le plus long en vol de pente, à partir de tout type de méthode de lancement autre que le remorquage d'avion. Le trophée deviendrait la propriété permanente de tout pilote qui le remporterait trois fois de suite.

## Histoire
Paul Bikle a été le premier pilote à remporter le Trophée trois fois de suite. Il a ensuite fait don du trophée à la Soaring Society of America en tant que trophée perpétuel. En 1957, les directeurs de la SSA, avec l'approbation de Bikle, ont modifié les règles pour permettre tout type de méthode de lancement et inclure tous les vols, autres que ceux effectués lors du concours national américain.

## Destinataires
Les récipiendaires de ce trophée, de 1948 à aujourd'hui, incluent :
| Year | Destinataire                                                  | Vol de qualification |
| ---- | ------------------------------------------------------------- | --- |
| 1948 | Donald Pollard                                                | 206 milles (331,52 km) de Elmira, New York à Asbury Park, New Jersey dans un Arsenal Air 100 |
| 1951 | William Beuby                                                 | 141,5 milles (227,72 km) le juillet 4, 1951, likely dans un Schweizer TG-2. |
| 1952 | Paul Bikle                                                    | 217 milles (349,23 km) de El Mirage, Californie à Yuma, Arizona dans son Schweizer 1-23, |
| 1953 | Paul Bikle                                                    | 202 milles (325,09 km) dans son Schweizer 1-23 |
| 1954 | Paul Bikle                                                    | 249 milles (400,73 km) dans son Schweizer 1-23 |
| 1955 | Paul Bikle                                                    | 280 milles (450,62 km) dans son Schweizer 1-23 |
| 1956 | Paul Bikle                                                    | 210 milles (337,96 km) dans son Schweizer 1-23 |
| 1957 | Sterling Starr                                                | 333 milles (535,91 km) le mai 19, 1957, de Bishop, Californie à Escalante, Utah dans un Schweizer 1-23. Ce vol compléte ses épreuves pour le Diamond badge. |
| 1958 | Julien Audette                                                | 236 milles (379,81 km) le 27 juillet 1958, de Regina, Saskatchewan, à Minot, Dakota du Nord dans un Schweizer 1-26. Audette est le seul gagnant à commencer son vol en dehors des États-Unis. |
| 1959 | Harland Ross                                                  | 365,5 milles (588,22 km) de Kent, Texas à Farley, New Mexico dans son Ross R-6 (en). Le vol a valu à Ross sa Distance de Diamant et a complété son Diamond badge, no 14 aux États-Unis. |
| 1960 | Joseph Lincoln                                                | 455,5 milles (733,06 km) de Prescott, Arizona, à Variadero, Nouveau Mexique, dans son Schweizer 1-23, |
| 1961 | John Ryan                                                     | 454 milles (730,64 km) de Kingman, Arizona, à Santa Fe, Nouveau Mexique, dans son Sisu 1A, |
| 1962 | Harald Jensen                                                 | 435 milles (700,06 km) de Naperville, Illinois, à Nashville, Tennessee, dans un Vogt Lo-150, |
| 1963 | Alvin Parker                                                  | 487 milles (783,75 km) de Odessa, Texas, à Great Bend, Kansas, pour le record du monde de la distance au but dans son Sisu 1A |
| 1964 | Alvin Parker                                                  | 647 milles (1 041,25 km) de Odessa, Texas, à Kimball, Nebraska, le juillet 31, 1964, dans son Sisu 1A. Il s'agissait du premier vol en planeur au monde à dépasser les 1 000 kilomètres ; il établit le record du monde de distance libre, |
| 1965 | Alvin Parker                                                  | 371 milles (597,07 km)from Odessa, Texas à Elkhart, Kansas, dans son Sisu 1A,. |
| 1966 | Michael Berger                                                | 387,2 milles (623,14 km) le 22 mai, 1966, de Westcliff, Colorado, à Mankato, Kansas, dans un Schleicher Ka 6. Le vol a commencé par un vol d'onde à 31 000 pieds et s'est terminé à Mankato car Berger n'avait que des cartes qui allaient à cet endroit. Ce n'était que son deuxième vol sur la campagne, qui lui a valu la Gold Distance (finissant son Gold badge), la Distance Diamant et l'Altitude Diamant,. |
| 1967 | Wallace Scott                                                 | 552 milles (888,36 km) de Odessa, Texas, à Casa Grande, Arizona, dans son Schleicher Ka 6E. Scott avait déclaré comme but, Gila Bend, en Arizona, ce qui aurait été un record du monde ; mais il a été stoppé par des tempêtes le long du parcours. |
| 1968 | Wallace Scott                                                 | 492,2 milles (792,12 km) de Odessa, Texas, à near Ulysses, Kansas, le 5 août 1968, dans son Sisu 1A. |
| 1969 | Wallace Scott                                                 | 606 milles (975,26 km) de Odessa, Texas, à Gila Bend, Arizona, le 22 août, 1969, dans son Schleicher ASW 12. Ce vol a valu à Scott le record du monde de distance à but déclaré. |
| 1970 | Ben Greene et Wallace Scott                                   | 717 milles (1 153,9 km) de Odessa, Texas, à Columbus, Nebraska, le 26 juillet 1970. Scott et Greene ont tous deux volé sur un Schleicher ASW 12. Avec ce vol, ils ont établi ensemble un nouveau record du monde de distance libre. |
| 1971 | Wallace Scott                                                 | 585 milles (941,47 km) de Odessa, Texas, à Estrella, Arizona, le 11 septembre, 1971, dans son Schleicher ASW 12. |
| 1972 | Wallace Scott II                                              | 635 milles (1 021,93 km) de Odessa, Texas, à Lexington, Nebraska, dans son Schleicher ASW 12. |
| 1973 | Wallace Scott II                                              | 639 milles (1 028,37 km) de Odessa, Texas, à Kearney, Nebraska, le 27 août, 1973, dans son Schleicher ASW 12. |
| 1974 | Jerome Trowbridge                                             | 476 milles (766,05 km) de Boca Raton, Florida, à Montezuma, Georgia, le 8 avril, 1974, dans son Schempp-Hirth Standard Cirrus. |
| 1975 | Wallace Scott                                                 | 600,9 milles (967,05 km) de Odessa, Texas, à Imperial, Nebraska, dans son Schleicher ASW 12 |
| 1976 | Wallace Scott                                                 | 540,16 milles (869,3 km) de Odessa, Texas, dans son Grob Astir CS. |
| 1977 | Wallace Scott                                                 | 716 milles (1 152,29 km) de Odessa, Texas, à Primrose, Nebraska, dans son Schweizer 1-35. Le vol a établi un record national américain de distance libre dans la classe 15 mètres,. |
| 1978 | Wallace Scott                                                 | 629 milles (1 012,28 km) de Odessa, Texas, à Grant, Nebraska |
| 1979 | Wallace Scott                                                 | 590 milles (949,51 km) de Odessa, Texas, à McCook, Nebraska dans un Slingsby Vega |
| 1980 | Wallace Scott                                                 | 675 milles (1 086,31 km) |
| 1981 | Marion Griffith Jr.                                           | 645 milles (1 038,03 km) de Refugio, Texas, à Liberal, Kansas, dans un Glasflugel 604. Ce vol a également établi un record de distance américaine au but. |
| 1982 | Bill Seed Jr and Wallace Scott                                | 533 milles (857,78 km) de Brownsville, Texas, à Bowie, Texas. Scott flew his Schleicher ASW 20 et Seed a piloté un Schleicher ASW 17B lors du vol qui s'est terminé par un atterrissage simultané, |
| 1983 | Wallace Scott                                                 | 668,36 milles (1 075,62 km) de Odessa, Texas, à Dalton, Nebraska, le 17 août. |
| 1984 | Michael Koerner                                               | 903 milles (1 453,24 km) de Californie City, Californie, à Seminole, Texas, dans son Slingsby Kestrel 19. Depuis octobre 2011, ce vol est toujours considéré comme un record national américain de distance libre dans la catégorie Open Class Singleplace,. |
| 1985 | Michael Koerner                                               | 449,9 milles (724,04 km) de Californie City, Californie, à Wells, Nevada, le 25 mai, 1985. |
| 1986 | Wallace Scott                                                 | 526,6 milles (847,48 km) de Uvalde, Texas, à Perryton, Texas, le 13 août, 1986. |
| 1987 | Wallace Scott                                                 | 569,03 milles (915,77 km) de Uvalde, Texas, à Medicine Lodge, Kansas, dans son Schleicher ASW 20 le août 25, 1987. |
| 1988 | Wallace Scott                                                 | 716,74 milles (1 153,48 km) de Odessa, Texas, à Hyannis, Nebraska, le 5 juillet, 1988. |
| 1989 | Wallace Scott                                                 | 649,16 milles (1 044,72 km) de Odessa, Texas, à Great Bend, Kansas, dans son Schleicher ASW 20 le 29 juillet, 1989. |
| 1990 | Wallace Scott                                                 | 725,59 milles (1 167,72 km) de Odessa, Texas, à Thedford, Nebraska, dans son Schleicher ASW 20 le 7 juillet, 1990. |
| 1991 | Ira Phillips                                                  | 541,82 milles (871,97 km) de Gadsden, Alabama, à Keyser, West Virginia, dans son Schleicher ASW 20 le 6 octobre, 1991. |
| 1992 | Mark Keene                                                    | 333,90 milles (537,36 km)from Refugio, Texas à Nevada, Texas, dans son Schweizer 1-26. |
| 1993 | Wallace Scott                                                 | 539,87 milles (868,84 km) de Odessa, Texas, à Goodland, Kansas, le 21 septembre, 1993, dans son Schleicher ASW 20. |
| 1994 | Hank Marlowe                                                  | 669,94 milles (1 078,16 km) de Llano, Californie, à Weiser, Idaho, le 9 juillet, 1994, dans son Glaser-Dirks DG-600. |
| 1995 | Michael Koerner                                               | 554,74 milles (892,77 km) de Llano, Californie, à Lakeview, Arizona. |
| 1996 | Hank Marlowe and John O'Connell Graybill                      | 544 milles (875,48 km) de Llano, Californie, à McDermitt, Oregon. Ils ont volé le même jour mais ne se sont jamais vus pendant le vol. |
| 1997 | Karl Striedieck                                               | 805 milles (1 295,52 km) de Eagle Field, Pennsylvania, à Selma, Alabama, le 18 avril, 1997. En janvier 2012, ce vol détenait toujours les records nationaux américains de distance libre dans la classe 15 mètres et de distance à un but en classe Open et 15 mètres. |
| 1998 | Hank Marlowe                                                  | 431 milles (693,63 km) de Llano, Californie, à Battle Mountain, Nevada, dans son Schleicher ASW 27 le 8 août, 1998 |
| 1999 | Michael Koerner                                               | 543,91 milles (875,34 km) dans son Schempp-Hirth Ventus |
| 2000 | Robert Maronde, Phillippe Athuil, and John O'Connell Graybill | 496,68 milles (799,33 km) de Llano, Californie, à Mount Pleasant, Utah. Maronde a volé dans son Schleicher ASW 27, Athuil son Rolladen-Schneider LS6, et Graybill son Schempp-Hirth Ventus. |
| 2001 | Michael Koerner                                               | 549,95 milles (885,06 km) de Llano, Californie, à Heber City, Utah, dans son Schempp-Hirth Ventus le mai 26, 2001. |
| 2002 | Michael Koerner                                               | 553,95 milles (891,5 km) de Llano, Californie, à Lakeview, Oregon, dans son Schempp-Hirth Ventus le 24 mai, 2002. |
| 2003 | Phillippe Athuil                                              | 645,6 milles (1 038,99 km) de Llano, Californie, à Aberdeen, Idaho. |
| 2004 | Gordon Boettger                                               | 698,8 milles (1 124,61 km) de Minden, Nevada, à Steamboat Springs, Colorado, dans son Glasflugel Kestrel 17,. |
| 2005 | Michael Koerner                                               | 602,3 milles (969,31 km) de Llano, Californie, à Burley, Idaho, le 18 juillet, 2005, dans son Schempp-Hirth Ventus. |
| 2006 | Michael Koerner                                               | 592,53 milles (953,58 km) de Llano, Californie, à Paisley, Oregon, le 8 juillet, 2006, dans son Schempp-Hirth Ventus. |
| 2007 | Jim Ketcham                                                   | 694,85 milles (1 118,25 km) de Agua Dulce, Californie, à Bend, Oregon, dans son Schleicher ASH 26E. |
| 2008 | Henry Retting                                                 | 527,3 milles (848,61 km) de Boca Raton, Florida à Griffin, Georgia dans son Schempp-Hirth Discus. |
| 2009 | Phillippe Athuil                                              | 593,3 milles (954,82 km) de Llano, Californie, à Paisley, Idaho, dans son Schleicher ASH 25 le 1er août, 2009. |
| 2010 | Michael Koerner                                               | 565 milles (909,28 km) de Llano, Californie, à Rome State, Oregon, dans son Schempp-Hirth Ventus. |
| 2011 | Gary Osoba                                                    | 565 milles (909,28 km) de Zapata, Texas à Amarillo, Texas dans son Marsden Gemini le 2 juillet, 2011,. |
| 2012 | Kevin Wayt                                                    | 604,24 milles (972,43 km) de Tehachapi, Californie à Burns, Oregon dans son Schempp-Hirth Ventus le 8 septembre, 2012. Ce vol a également permis à Kevin de remporter le concours annuel de vol à distance libre, Dust Devil Dash,. |
| 2013 | Gordon Boettger and Hugh Bennett                              | 701,46 milles (1 128,89 km) de Minden, Nevada à Gunnison, Colorado dans son Schempp-Hirth Duo Discus le avril 14, 2013. This flight also set the US Multiplace Free Distance Record,. |
| 2014 | Gordon Boettger and Hugh Bennett                              | 879,2 milles (1 414,94 km) de Minden, Nevada à Casper, Wyoming dans son Schempp-Hirth Duo Discus le 4 mai, 2014,. |
| 2015 | Paul Seifried                                                 | 319,3 milles (513,86 km) de Blairstown, New Jersey à Lovingston, Virginia dans son Rolladen-Schneider LS-4 le 24 avril, 2015,. |